# Бразоль Сергій Євгенович
Сергій Євгенович Бразоль (27.09.1851, с. Мала Павлівка Зіньківського повіту Полтавської губернії — після 1917, Судак?) — громадський діяч, чиновник, гофмейстер Миколи ІІ. У 1892—1904 рр. маршалок шляхти Полтавської губернії.

## Біографія
Походив з відомого полтавсько-слобожанського шляхетського роду Бразолів. Син Євгена Бразоля, маршалка шляхти Полтавської губернії; рідний брат Григорія і Лева Бразолів.
Закінчив юридичний факультет Харківського університету. Поступив на службу в органи юстиції (1-е відділення 3-го департамента урядуючого сенату). Служив у Департаменті землеробства й сільського господарства, 1875 році — столоначальник цього департаменту.
1876 року — у відрядженні на міжнародну виставку в Філадельфії.
У 1877—1879 роках — уповноважений Головного управління Червоного Хреста на Балканській війні (нагороджений орденом св. Володимира). Після цього залишив службу.
В 1879 році вибраний депутатом в Охтирське Дворянське зібрання, мировий суддя Охтирського повіту. З 1880 року — гласний Зіньківського повітового Дворянського зібрання, Голова Зіньківської повітової управи. У 1886—1892 роках — Зіньківський повітовий Предводитель Дворянства. Надвірний, потім, статський радник.
В 1892—1907 роках полтавський губернський маршалок шляхти. В цей час колезький, дійсний статський радник. Володів великими земельними площами на території Полтавської та Харківської губерній.
Із 1906 року — член Державної Ради від Полтавського дворянства. Гофмейстер Двору.

## Нагороди[1]
- Орден святого Володимира IV ступеня (1879)
- Орден святого Станіслава І ступеня (1901)
- Найвища милість (1902)
- Орден святої Анни І ступеня (1904)
- Орден святого Володимира ІІ степеня (1912)
- Орден Білого Орла (1916)
- Медаль «На згадку про війну 1877–1878 років»
- Медаль «У пам'ять царювання імператора Олександра III»
- Медаль «У пам'ять коронації Імператора Миколи II»
- Медаль «За працю у першому загальному переписі населення»
- Медаль «В пам'ять 300-річчя царювання дому Романових»